# Prism Ark
Prism Ark ~Prism Heart II~ (プリズム・アーク 〜プリズム・ハート エピソード2〜, Purizumu Āku ~Purizumu Hāto Episōdo2~) est un jeu vidéo érotique japonais développé par Pajamas Soft. Il a été adapté en anime et manga sous le titre Prism Ark.

## Histoire
L'histoire, se déroulant dans un univers moyenâgeux, commence à Wind-Land, pays du vent et de ses moulins. Les personnages principaux sont des apprentis chevaliers qui luttent contre une menace pesant sur le pays.

## Personnages
- Hyaweh (ハヤウェイ, Hayawei?), seiyū : Kenichi Suzumura (CD Drama), Tetsuya Kakihara (anime)

Il est le protagoniste masculin de Prism Ark, Hyaweh est inscrit à l'école de chevalier de Windland. C'est à cette époque qu'il a rencontré la plupart des autres personnages. Il est un étudiant assez décontracté, à la fois dans le jeu et dans l'animé, il sait faire des  sauts classe mais aussi oublier des manuels scolaires. Néanmoins, il est établi qu'il est très talentueux comme il peut se battre et physiquement aussi bien que l'utilisation de la magie, de récupérer, alors que la plupart des étudiants ne sont en mesure d'utiliser que l'un des trois.  Il semble ne pas aimer se battre avec d'autres, en cherchant toujours à échapper s'il le peut. Il sera, toutefois, prêt à protéger les autres. Il semble être un enfant tombé du ciel avec une épée, appelé Ala-Gladius. Ses origines réelles ne sont pas clairement révélé, mais il a un rapport avec l'Arche, un vaisseau spatial de haute technologie en orbite autour de la planète dans le monde de Prism Ark. 
Dans le jeu et l'animé, l'épée d'Hyaweh a démontré avoir le pouvoir de détruire les anges.  Toutefois, son pouvoir réel se manifeste différemment entre le jeu et l'anime. Dans le jeu, l'épée ne fait qu'empêcher les Angels de se déplacer quand son pouvoir est éveillé. Dans la série animée, l'épée est utilisée pour attaquer physiquement les Angels, et dans le dernier épisode Hyaweh éveille l'Ala-Gladius avec Priecia, qui appelle de l'énergie à partir d'un satellite geosynchronic, qui transforme les deux en un être surnaturel qui peut rivaliser avec les Angels. 
- Priecia (プリーシア, Purīsia?), seiyū : Yui Sakakibara (anime)

Elle est le principal personnage féminin de l'anime. Priecia est considéré comme la princesse de la terre du vent Windland. Elle est également inscrite à l'école de chevalier où elle a rencontré les autres personnages, tels que Hyaweh, Kagura, Fel, Filia. Dans l'école, elle a été reconnue pour son talent au sabre ainsi que sa beauté, cependant, elle n'a pas d'amis au début, principalement en raison de son attitude arrogante.  Son arme de prédilection est sa rapière Ruby Flash, qui est un peu moins grande qu'elle. Sa véritable identité est un Kagemusha (doublure) de la vraie princesse, même si elle porte la Pocketwatch appartenant au  roi et à la reine.
- Kagura (神楽, Kagura?), seiyū : Hitomi Nabatame (anime)

- Fel (フェル, Feru?), seiyū : Kaori Mizuhashi (anime)

- Karin Mibu (壬生 華鈴, Mibu Karin?), seiyū : Naoko Matsui (anime)

- Sister Hell (シスター·ヘル, Sisutā Heru?), seiyū : Yu Asakawa (anime)

- Litte Ratus (リッテ·ラートゥス, Ritte Rātusu?), seiyū : Kimiko Koyama (anime)

- Filia (フィーリア, Fīria?), seiyū : Haruko Momoi (anime)

- Bridget (ブリジット, Burijitto?), seiyū : Kana Asumi (anime)

- Ein (エイン, Ein?), seiyū : Kamiya Hiroshi (CD Drama), Takuma Terashima (anime)

- Acty (アクティ, Akutī?), seiyū : Hiroki Takahashi (CD Drama), Yūki Tai (anime)

- Jung (ユング, Yungu?), seiyū : Kōki Miyata (CD Drama), Yu Kobayashi (anime)

- Kizarov (キザーロフ, Kizārofu?), seiyū : Kōsuke Okano (anime)

- Darkness Knight (闇黒騎士, Ankoku Kishi?), seiyū : Sho Hayami (anime)

- Judas (ジュダス, Judasu?), seiyū : Kōji Ishii (CD Drama), Yuichi Nakamura (anime)

- Meister (マイステル, Maisuteru?), seiyū : Sho Hayami, Yū Kobayashi (anime)

- Princea (プリンセア, Purinsea?), seiyū : Masumi Asano (anime)

- Echo (エコー, Ekō?), seiyū : Sayaka Ohara (anime)

- Komet (コメート, Kometo?)

## Anime

### Fiche technique
- Format : Série TV
- Année : 2007
- Nombre d'épisodes: 12
- Production : 5pb.
- Production de la musique : 5pb.
- Studio d'animation : Front Line
- Réalisation : Masami Ōbari
- Auteur : Pajamas Soft
- Chara-design : Risa Ebata
- Diffuseur : AT-X, Chiba TV, Sun TV, Tokyo MX TV, TV Aichi, TV Kanagawa, TV Saitama

### Liste des épisodes
| No | Titre français | Titre japonais             | Titre japonais          | Date de 1re diffusion |
| No | Titre français | Kanji                      | Rōmaji                  | Date de 1re diffusion |
| -- | -------------- | -------------------------- | ----------------------- | --------------------- |
| 1  |                | 騎士たちの戦場             | Kishitachi no Senjō     | 7 octobre 2007        |
| 2  |                | 騎士たちの学園（はなぞの） | Kishitachi no Hanazono  | 14 octobre 2007       |
| 3  |                | 騎士たちの目標             | Kishitachi no Mokuhyō   | 21 octobre 2007       |
| 4  |                | 騎士たちの誇り（プライド） | Kishitachi no Puraido   | 28 octobre 2007       |
| 5  |                | 騎士たちの試練             | Kishitachi no Shiren    | 4 novembre 2007       |
| 6  |                | 騎士たちの休日             | Kishitachi no Kyuujitsu | 11 novembre 2007      |
| 7  |                | 騎士たちの初陣             | Kishitachi no Uijin     | 18 novembre 2007      |
| 8  |                | 彷徨う騎士たち             | Samayou Kishitachi      | 25 novembre 2007      |
| 9  |                | 再会する騎士たち           | Saikaisuru Kishitachi   | 2 décembre 2007       |
| 10 |                | 騎士たちの剣魂(ハート)     | Kishitachi no Hāto      | 9 décembre 2007       |
| 11 |                | 騎士たちの演舞             | Kishitachi no Enbu      | 16 décembre 2007      |
| 12 |                | 騎士達の閃光(アーク)       | Kishitachi no Āku       | 23 décembre 2007      |

Génériques
Générique de début :
- Soshite Boku wa... (そして僕は…)de Yui Sakakibara

Générique de fin
- Soshite Boku wa... (そして僕は…) de Yui Sakakibara (épisode 1)
- Opera Fantasia (オペラファンタジア) de momo-i